# Black Star Line

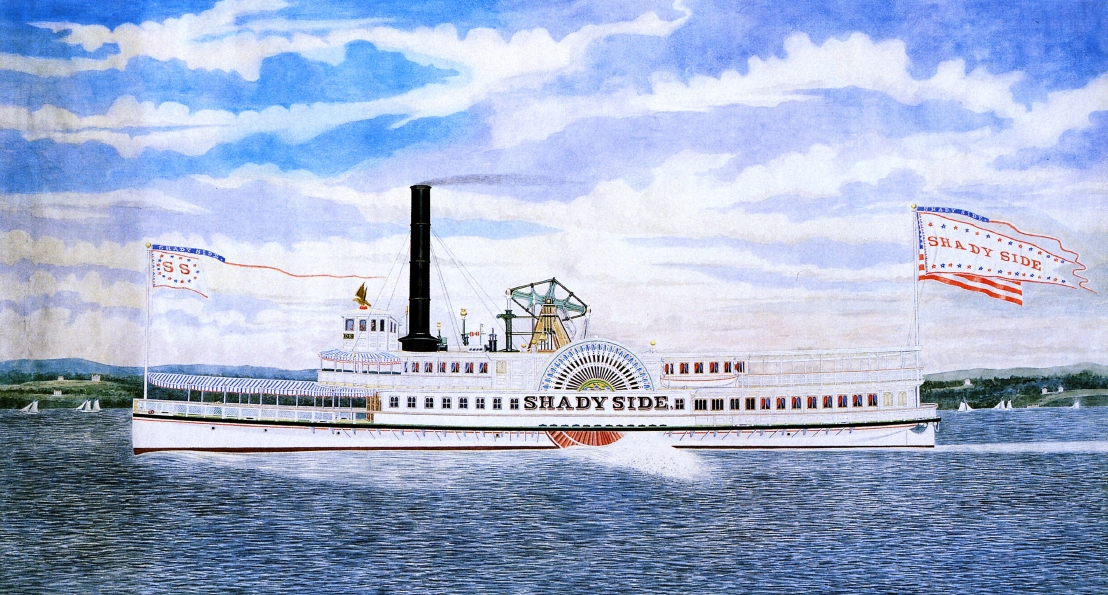
Le Shady Side, de la Black Star Line

La Black Star Line est une compagnie maritime créée par Marcus Garvey en 1919.

## Description
La compagnie maritime devait faciliter le transport des biens et des Afro-américains en contribuant au mouvement Back to Africa (Retour en Afrique) favorisant ainsi une économie internationale africaine. Ce nom provient de la White Star Line, une compagnie dont Marcus Garvey voulait copier la réussite.
La Black Star Line, et la compagnie qui lui a succédé, la Black Cross Navigation and Trading Company, ont fonctionné entre 1919 et 1922. Elle représente un symbole essentiel pour les partisans de Marcus Garvey et pour les Afro-Américains à la recherche d'une voie pour retourner sur leurs terres natales.
Cette compagnie ne doit pas être confondue avec La Black Star Line, une compagnie maritime étatique du Ghana. Le but de cette entreprise n'est pas seulement le rapatriement des Noirs américains en Afrique.
La gestion de cette compagnie devait démontrer les capacités d'entrepreneurs et d'armateurs des Noirs. Il s'agissait d'intégrer le monde noir dans le commerce international. En créant la Black Star Line, Marcus Garvey avait une vision d'ensemble de création d'un capitalisme noir. La création de la Negro Factories Corporation marque sa volonté d'inclure les Noirs dans le business.

## Histoire
La Black Star Line a été créée à Delaware, le 23 juin 1919. Avec une capitalisation maximum de 500 000 dollars, les actions de la Black Star Line valaient 5 dollars chacune. Son succès fut rapide et le capital fut très rapidement porté à 10 000 000 dollars.
La Compagnie Black Star Line a surpris ses détracteurs quand seulement trois mois après avoir été créée, le premier des quatre navires, le SS Yarmouth a été acheté avec l'intention d'être rebaptisé le SS Frederick Douglass. Le Yarmouth était un bateau destiné à transporter le charbon pendant la Première Guerre mondiale et n'était pas en bon état lorsqu'il a été acheté par la compagnie Black Star Line.
Une fois remis à neuf, le Yarmouth a continué à naviguer pendant trois années entre les États-Unis et les Indes de l'Ouest avec pour la première fois une compagnie maritime disposant exclusivement d'un équipage noirs sous le commandement d'un capitaine noir Hugh Mulzac, qui démissionne suit à des désaccords avec l'UNIA. Plus tard, Joshua Cockburn, le capitaine du Yarmouth, a été accusé d'avoir reçu des pots-de-vin.
Le SS Yarmouth n'était pas le seul navire à être acheté dans un état délabré et à être survalorisé. Marcus Garvey a dépensé 200 000 dollars supplémentaires pour l'achat d'autres navires. L'un d'entre eux, le SS Shadyside, était en croisière pour nulle part sur la rivière de l'Hudson un été et a coulé l'automne d'après en raison d'une fuite.
Un autre navire était un yacht à vapeur qui a appartenu à Henry Huttleston Rogers. Booker T. Washington a été un invité prestigieux  à bord du navire quand son ami et confident, Rogers, était le propriétaire du bateau, et était célèbre comme le Kanawha. Rogers est décédé en 1909. Le yacht a aussi servi pendant la Première Guerre mondiale. La compagnie le Black Star Line a renommé le yacht le SS Antonio Maceo. Une chaudière a explosé à bord et a tué un homme.
La compagnie maritime Black Star Line, en plus d'être survalorisée avec une flottille mal équipée, était gangrenée par la corruption des dirigeants et l'infiltration par les agents du Bureau d'investigations de J. Edgar Hoover (l'ancêtre du FBI) qui selon l'historien Winston James, ont saboté le navire en jetant des produits étrangers dans l'essence, endommageant les moteurs.
Lors de sa première mission, le Yarmouth a apporté une cargaison de whisky des États-Unis à Cuba (avant la prohibition) en un temps record mais comme il n'existait pas d'arrangements avec les dockers de la Havane, la compagnie a perdu beaucoup d'argent en restant sur les quais alors que les dockers étaient en grève. Un cargo chargé de noix de coco a vu aussi sa marchandise pourrir dans la coque du navire lors d'un autre voyage car Marcus Garvey a insisté pour que ses navires fassent des arrêts rituels dans des ports importants politiquement.
En 1919, J. Edgar Hoover et le BOI ont accusé Marcus Garvey et trois autres officiers de fraudes postales. Les poursuites judiciaires statuaient que la brochure de la compagnie Black Star Line montrait une image d'un navire qu'elle ne détenait pas. Le navire photographié était l'Orion, qui dans la brochure était renommé le Phyllis Wheatley et à cette époque devait être acheté par la compagnie mais cette dernière n'était pas encore propriétaire. Le fait que le navire n'était pas encore la propriété de la compagnie impliquait une fraude postale. Amy Jacques Garvey, seconde épouse de Marcus est l'une des premières directrices de la Compagnie.
En 1922, Marcus Garvey et trois autres officiels de Black Star Line ont été inculpés par le gouvernement américain pour utilisation postale frauduleuse  pour solliciter des stocks pour une compagnie qui n'existait plus de navires à vapeur. Le Jury a reconnu coupable Garvey et pas les trois autres officiers et il a été condamné à cinq ans de prison en 1925 au pénitencier fédéral d'Atlanta. Il fut gracié par le président Coolidge et expulsé en Jamaïque.
La Black Star Line a cessé de naviguer en février 1922. Les pertes de la compagnie ont été estimées entre 630 000 dollars et 1,25 million de dollars. Cependant, cette compagnie est considérée comme une réalisation d'envergure pour les Afro-Américains de l'époque, en dépit des vols des employés, des ingénieurs surpayés et des actes d'infiltration et de sabotage de Bureau des Investigations.